# Pitcairn
Pitcairn er hovedøen blandt Pitcairn Islands og den eneste beboede ø. Pitcairn Islands er en britisk øgruppe på fire øer i det sydøstlige Polynesien, Stillehavet. Navnet Pitcairn bruges også om den samlede øgruppe. Pitcairn er den sidste resterende britiske koloni i Stillehavet. Øen er mest kendt for at være hjemmet for efterkommerne af deltagerne i mytteriet på Bounty og tahitierne som fulgte dem, en hændelse som er beskrevet i flere bøger og film. Denne historie reflekteres fortsat i flere af indbyggernes efternavne. Med omkring 50 indbyggere (fra ni familier) er Pitcairn også kendt som det mindst befolkede land i verden (selv om det ikke er et selvstændigt land; FN regner Pitcairnøerne for et ikke-selvstyret område).

## Historie
Pitcairn var oprindelig beboet af polynesiere, som boede der i flere hundrede år, indtil omkring 1500-tallet. Øen var imidlertid ubeboet, indtil Pitcairn blev opdaget af den portugisiske opdagelsesrejsende Pedro Fernandes de Queirós i 1606. Den blev genopdaget af briterne i 1767 og opkaldt efter manden, som først fik øje på øen.
I januar 1790 bosatte otte af mytteristerne fra HMAV Bounty sig på øen med deres anfører Fletcher Christian i spidsen, sammen med tahitierne, som de havde med sig; 7 tahitiske mænd og 12 kvinder, og satte derefter ild på skibet. Vraget kan i dag ses under vand i Bounty Bay. Selv om de klarede sig godt ved at dyrke jorden og fiske, var den første periode præget af konflikter mellem indbyggerne, specielt mellem mytteristerne og de tahitierne, der blev behandlet som andenrangs mennesker. Nogle år efter gjorde tahitierne oprør, og 4 af mytteristerne blev dræbt, deriblandt Fletcher Christian, før alle oprørerne selv blev dræbt. Alkoholisme blandt de fire tilbageværende mytterister og konflikter med kvinderne førte til fortsat tragiske tilstande på øen. Men alkoholismen førte til, at to af mytteristerne døde (drab og faldulykke). Omkring år 1800 var bare John Adams og Ned Young tilbage. De bestemte sig for at bruge Bibelen som rettesnor til at skabe et fredelig samfund. Allerede efter et års tid døde Ned Young af astma, og John Adams var alene igen med 10 kvinder og 20 børn. Som øens patriark ledede han samfundet efter Bibelens love og skabte et dybt kristent samfund. Da et britisk skib igen fandt Pitcairn i 1814, blev mandskabet imponeret af det velfungerende samfund og Adams lederskab, så de britiske myndigheder bestemte sig for ikke at straffe ham for mytteri. Rygtet om det idylliske "ur-kristne" samfund på Pitcairn vakte begejstring og romantiske forestillinger blandt både unge og gamle i den kristne verden. 
John Adams døde i 1829, og lederskabet af samfundet blev overtaget af George Nobbs, som var ankommet til øen året før og allerede da efter Adams' ønske havde overtaget både undervisning af børnene og den religiøse vejledning. I 1830 havde kaptajnen på et besøgende britisk skib registreret, at der var trange kår på øen, og anbefalede de britiske myndigheder at flytte hele befolkningen til et mere egnet sted. I 1831 ankom et skib som tilbød dem, som ville, at komme med til Tahiti. Hele befolkningen fulgte med, og de blev godt modtaget af deres slægtninge med mad og dans.

## Befolkning
Der bor i dag 48 indbyggere på øen, hvilket er et stykke fra de 223, der boede på øen, da befolkningstallet toppede i 1937. Siden da er mange emigreret til New Zealand.
Øens "hovedstad" er Adamstown.
Øgruppen styres af den britiske højkommissær, der udøver sin myndighed gennem en embedsmand i Auckland.
Tuskhandel er særdeles udbredt på øerne.
I 2004 blev syv mænd fra Pitcairn anklaget for voldtægt af mindreårige. De forsvarede sig bl.a. med, at det på Pitcairn havde været normal praksis lige siden bosættelsen i 1790, og at det derfor var en del af deres kultur med tidlig seksuel debut for kvinder.

## Geografi
Øgruppen består af øerne Pitcairn, Henderson, Ducie og Oeno, hvoraf kun Pitcairn er beboet. Deres samlede areal er på ca. 47 km2, hvoraf Pitcairn udgør ca. 5 km2. Ingen af øerne har lufthavn, og kun Pitcairn har en havn. Denne havn er meget lille (og ligger i Bounty Bay), og små joller må derfor benyttes for at komme helt i land.